# 德忌利士巷

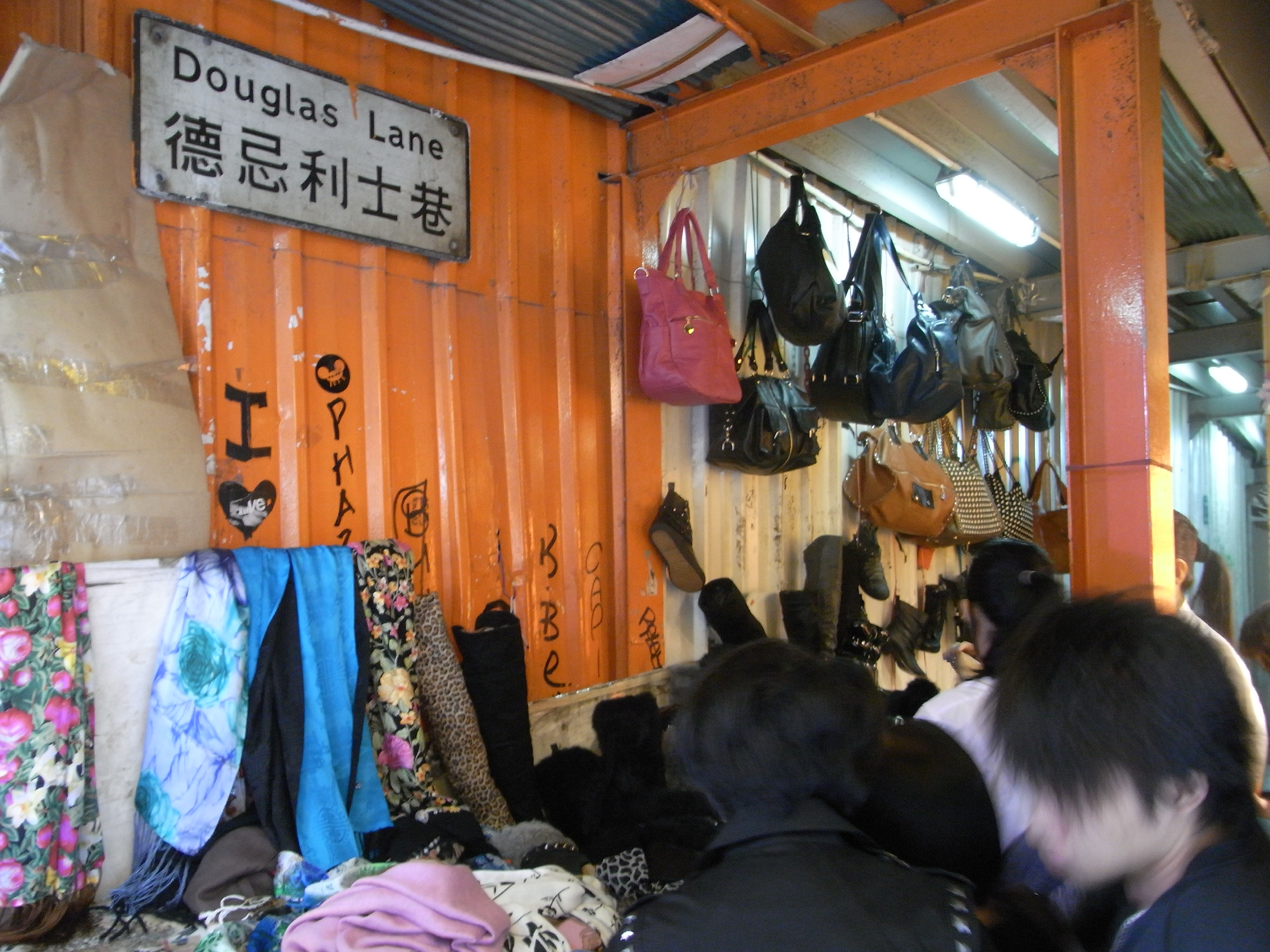
德忌利士巷

德忌利士巷（英語：Douglas Lane）是香港中環的街道，連接皇后大道中和德輔道中近德忌利士街的位置，西面和東面分別與利源東街和昭隆街平行。此街道的命名是為了紀念英國商人德忌利士·立畢。